# CityEL

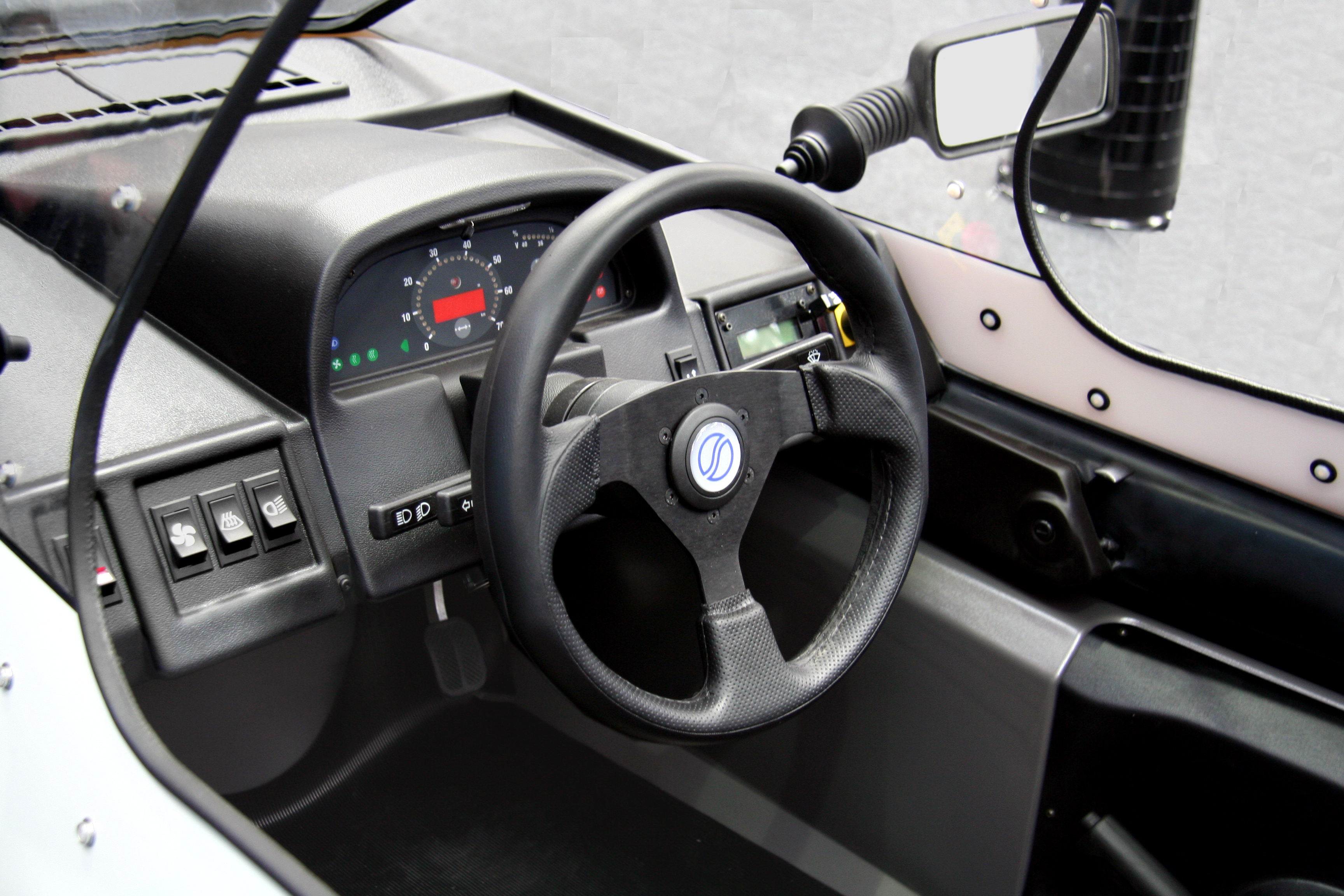
CityEL, Blick ins Innere

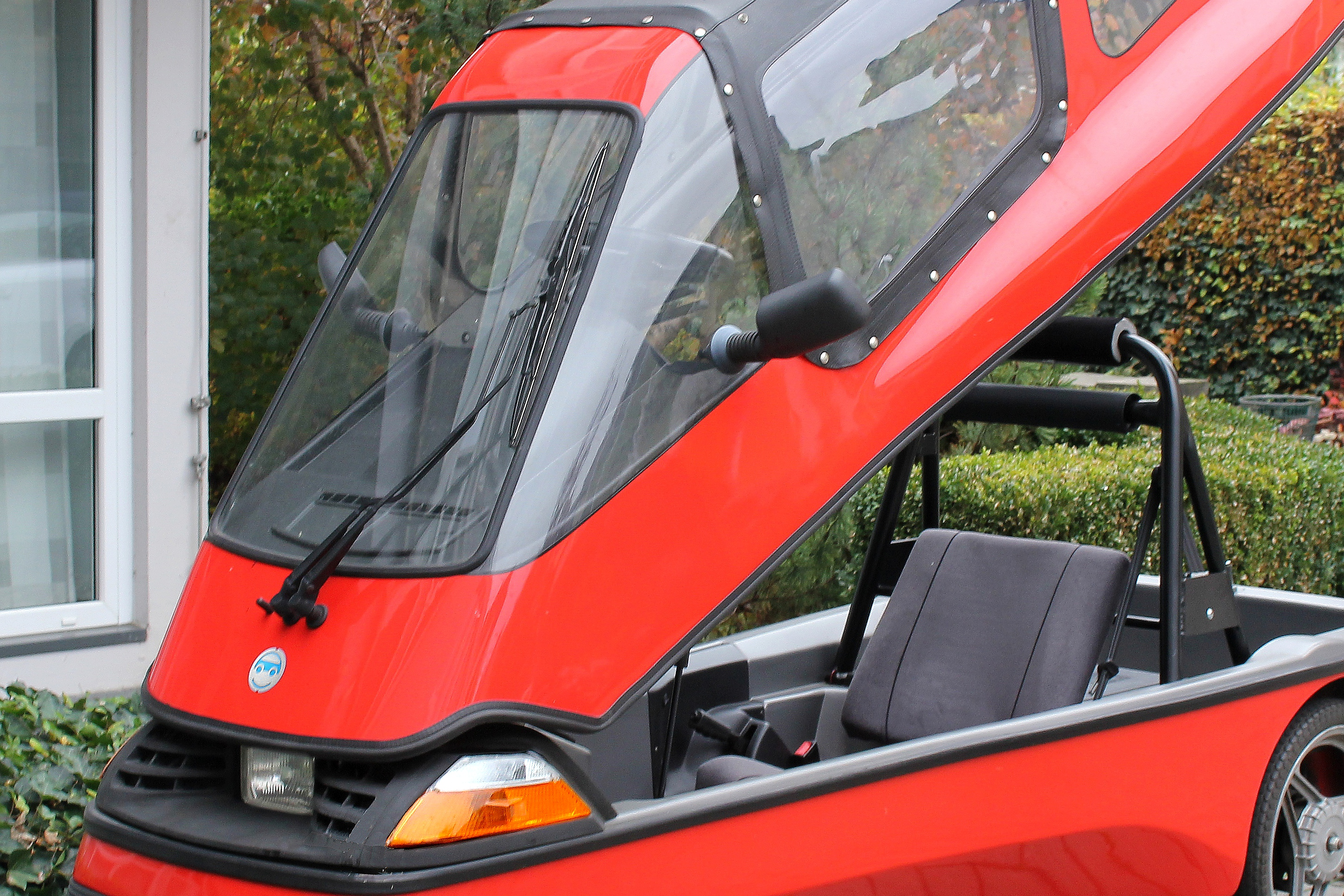
Aufgeklappt zum Einsteigen; hinter dem Sitz ein Überrollbügel

Das CityEL ist ein dreirädriges Leichtfahrzeug mit Elektroantrieb für eine Person, das auch als Cabrio gefahren werden kann.
Das CityEL ist als Pkw für den Straßenverkehr zugelassen (57-km/h- oder 63-km/h-Version), kann jedoch in geschwindigkeitsreduzierter Form auch als Leichtkraftfahrzeug zugelassen werden und mit Versicherungskennzeichen und Fahrerlaubnisklasse S beziehungsweise AM bewegt werden (45-km/h-Version).
Um die vergangene Jahrhundertwende war das CityEL eines der meistverkauften Elektroautos in Europa. In der Werbung des Herstellers hieß es Anfang der 2000er Jahre sogar, es sei das weltweit meistverkaufte Elektroauto. Bis 2008 wurden über 6000 CityEL abgesetzt.
Zuletzt wurde das CityEL von der Krabatt UG hergestellt.

## Technik
Das CityEL bzw. Mini-El City hatte in der ersten Serie einen permanenterregten Gleichstrommotor von Pacific Scientific mit 1 kW. Dieser wurde schon bald gegen einen Compoundmotor von Thrige Titan mit einer Nennleistung von 2,5 kW und einer Maximalleistung von 3,6 kW und mit Mehrfachriemenantrieb getauscht. Die serienmäßige Höchstgeschwindigkeit liegt bei 50 km/h, die Steigleistung bei bis zu 16 %. Ab 2002 war wahlweise ein sparsamerer Scheibenläufermotor Perm PMG-132 von Perm-Motor (Höchstgeschwindigkeit 63 km/h und 4,7 kW) mit Kettenantrieb lieferbar (Modellbezeichnung FactFour).
Je nach Streckenverbrauch und Zustand der drei Blei-Säure-Batterien (12 V, 90 Ah), später auch Blei-Vlies, kann das CityEL bis 50 km Reichweite mit einer Batterieladung erzielen. Die Reichweite reduzierte sich nach wenigen tausend Kilometern infolge der kontinuierlichen Alterung der Blei-Batterien schnell. Nach etwa 2000–7000 km mussten die Batterien ausgetauscht werden. Ab der zweiten Hälfte der 1990er Jahre gab es auf Wunsch auch teure Nickel-Cadmium-Akkus, die eine Reichweite von bis zu 80 km ermöglichen und viel langlebiger sind. Seit Anfang 2009 ist außerdem ein Lithium-Ionen-Akku mit Batteriemanagementsystem erhältlich, der Reichweiten von ca. 100 km ermöglicht und sehr viel leichter ist (das Lithiumsystem wiegt ca. 45 kg, das Blei-Vlies-System ca. 120 kg, das CityEL ohne Batterien wiegt ca. 160 kg, das zulässige Gesamtgewicht beträgt 400 kg).
2010, als nur noch Lithium-Ionen-Akkus angeboten wurden, konnten verschiedene Batteriepacks gewählt werden: Nennspannung 38, 45, 48 V, Nennkapazität 60, 90, 100 Ah. Die Preise betrugen 1.599–2.999 €. Hinzu kam der Preis für das eigentliche CityEL von 9.999 €.
Das CityEL wird an einer normalen Haushaltssteckdose aufgeladen. Nach 8–9 Stunden ist ein komplett leerer Bleiakku wieder vollständig aufgeladen, bis 75 % Ladung schon nach drei Stunden.
Der Energieverbrauch liegt je nach Modell zwischen 3,5 und 9 kWh/100 km. Zum Vergleich: ein Liter Benzin enthält 8,9 kWh. Entsprechend läge der Verbrauch eines CityEL umgerechnet zwischen ca. 0,4 und 1 Liter Benzin pro 100 km. Der CO2-Ausstoß des CityEL ist im Betrieb 0 g/km (Tank-to-Wheel). Berücksichtigt man den CO2-Ausstoß bei der Stromerzeugung (Well-to-Tank) für den CityEL mit dem regulären deutschen Strommix, liegt der Gesamtausstoß bei etwa 26 g/km (Well-to-Wheel-Betrachtung).
Eine Rekuperation gab es serienmäßig nicht, wurde aber von einem Fremdanbieter angeboten. Eine Batterieheizung gab es als Zubehör.
Das CityEL bietet ein Kofferraumvolumen von ca. 300 Liter. Wahlweise konnte im Kofferraum auch ein Kindersitz mit Gurt installiert werden, für Kinder von 3 bis 9 Jahren.

## Fahrzeugkonzept
Hintergrund bei diesem Fahrzeugkonzept ist, dass der größte Anteil aller Fahrten mit nur wenigen Passagieren auf Kurzstrecken stattfindet (durchschnittlich ca. 60 km pro Person pro Tag). Als Leichtkraftfahrzeug hat das CityEL sowohl in der Herstellung als auch im Betrieb einen geringen Ressourcenverbrauch. Der Elektromotor ist im Stop-and-Go-Verkehr der Innenstädte wirtschaftlicher als ein Verbrennungsmotor.
Das Chassis des CityEL besteht aus einer doppelwandigen Kunststoffwanne, deren oberer Rand mit einem Stahlprofil verstärkt ist. Der Zwischenraum ist mit einem Spezialmaterial (Hartschaumplatten) zur Dämpfung eines eventuellen Aufpralls gefüllt. Die dadurch etwa 15 cm dicke Fahrzeugwanne dämpft bei einem Unfall die Aufprallenergie. Dabei wird das Fahrzeug durch sein geringes Gewicht zur Seite geschoben. Wie in anderen Kleinstwagen ist auch ein Sicherheitsgurt vorgeschrieben. Nach einem Crashtest mit dem CityEL bestätigte der ADAC, dass die Sicherheit des CityEL bei Alleinunfällen gegen feste Hindernisse mit herkömmlichen Kleinwagen vergleichbar sei. Zum Schutz bei eventuellen Überschlägen ist hinter dem Sitz ein Überrollbügel eingebaut. Bei Kollisionen mit anderen Fahrzeugen ist das CityEL durch sein geringes Gewicht und die niedrige Sitzposition bezüglich Sicherheit jedem mit Gurten ausgestatteten Kleinwagen jedoch unterlegen.
Zum Ein- und Aussteigen wird das gesamte Oberteil der Karosserie, das aus Acrylglas besteht, von hinten nach vorn hochgeklappt.
Das CityEL gab es in den Anfangsjahren mit geschlossenem Oberteil (Basic) und als Cabrio. Ein CityEL mit halb offenem Oberteil (TargaFun) löste Ende der 1990er Jahre das Cabrio ab. Zuletzt wurde nur noch diese Version hergestellt. Die geschlossene Basic-Version hat nur ein kleines Dach-Aufstellfenster und heizt sich deshalb im Sommer stark auf.

## Geschichte
Steen Volmer Jensen (1942–2010), Chefentwickler bei Dronningborg Maskinfabrik, entwickelte 1985 den ersten Prototyp. Zusammen mit dem dänischen Unternehmen El-Trans AS aus Randers und einer staatlichen Förderung wurde das Fahrzeug weiterentwickelt und El-Trans brachte es 1987 unter der Markenbezeichnung Mini-El City auf den Markt. Nach einem Rechtsstreit mit der British Leyland Motor Corporation, die den Mini produzierte, wurde 1993 der Name in CityEL umbenannt. Außerdem gab es einen Herstellerwechsel; Citycom A/S aus Randers übernahm die Produktion. 1995 musste Citycom nach einer gescheiterten Betriebsverlagerung nach Schweden aufgeben. Die Produktion wurde von einem deutschen Investor, Karl Nestmeier, übernommen und der Unternehmenssitz der neu gegründeten Citycom Elektromobile GmbH in das fränkische Aub verlegt.
1998 wurde das 5.000. CityEL mit einem Konzert von Nina Hagen gefeiert. In diesem Jahr lag der Kaufpreis eines CityEL zwischen 12.000 und 13.000 DM (je nach Modellvariante). 1999 wurde die GmbH in eine AG umgewandelt und 2002 das neue Modell FactFour mit einigen technischen Verbesserungen vorgestellt. Ende der 2000er Jahre wurden gemäß eines TV-Berichts der Deutschen Welle noch 300 Fahrzeuge pro Jahr handgefertigt. 2007 folgte der Börsengang und 2009 die Umfirmung in die Smiles AG, die 2012 Insolvenz anmelden musste und von der Ellert Rent GmbH übernommen wurde, die die Produktion sowie den Service unter dem neuen/alten Namen Citycom GmbH fortführte, bis im März 2014 die neu gegründete Krabatt UG die Anlagen und Rechte übernahm. Geschäftsführer war Jonas Nestmeier, der Sohn von Karl Nestmeier. Die Krabatt UG wurde Anfang der 2020er Jahre geschlossen. Das letzte CityEL wurde etwa 2018 produziert. Längst konkurrierten und bestimmten neuere Fahrzeugmodelle, wie beispielsweise der seit 2012 erhältliche Renault Twizy, den Markt für Fahrzeuge wie das CityEL.

### Meistverkauftes Elektroauto
Die Herstellerangabe, dass über 6.500 Stück verkauft wurden, kann nicht mehr exakt und objektiv überprüft werden, auch aufgrund der Herstellerwechsel. 1998 feierte der Hersteller das CityEL mit der Seriennummer 5.000. Vermutlich ist daher die Aussage der Smiles AG richtig, dass es sich um das meistverkaufte Elektroauto in den 1990er Jahren handelt. Denn Konkurrenzprodukte wie der Kewet EL Jet brachten es beispielsweise nur auf rund 1.000 Stück, beim Twike waren es etwa 1.100 Einheiten und beim General Motors EV1 exakt 1.117 Stück. Erst ab der Jahrtausendwende lagen die Stückzahlen des Peugeot Partner Electric mit 6.500 etwas höher.